# Estadio Bahçeşehir Okulları
El Estadio Bahçeşehir Okulları (en turco: Bahçeşehir Okulları Stadyumu) es un estadio de fútbol ubicado en la ciudad de Alanya, Turquía. El estadio fue inaugurado el año 2011 y posee una capacidad de 10 128 asientos. El recinto es utilizado por el club Alanyaspor de la Superliga de Turquía.
El estadio fue inaugurado oficialmente el 9 de enero de 2011 con el partido amistoso entre Galatasaray de Estambul y el cuadro alemán Hannover 96 (3–0). 
El estadio a albergado dos partidos amistosos de la Selección de fútbol de Turquía, el 2 de junio de 2019 contra Uzbekistán (2–0), y el 27 de mayo de 2021 versus Azerbaiyán (2–1).